# Skala N
Skala eller spor N er modeltog i størrelsesforholdet 1:160 og med sporvidden 9 mm som standard. Skalaen er større end skala Z (1:220) og mindre end skala TT (1:120). I forhold til mest udbredte størrelse for modeltog, skala H0 (1:87) er den cirka halvt så stor.

## Historie
Før skala N fik sin nuværende udformning havde flere producenter forsøgt sig med både motoriserede og umotoriserede baner i tilsvarende størrelser. Kersting Modellwerkstätten GmbH kom f.eks. i 1948 med spor K (1:180, sporvidde 8 mm), Trix bød i 1959 på sit Schiebetrix (1:180), og Arnold lancerede i 1960 Arnold Rapido 200 (1:200). I 1962 fastlagde Arnold størrelsesforholdet til det stadigt gældende 1:160. I 1964 blev skalaen reguleret af NEM-normen 010 og fik betegnelsen "N", da tallet ni (tysk Neun, sporvidde 9 mm) starter med n på mange sprog. En standardkobling blev tilsvarende reguleret af NEM-normen 356, så lokomotiver og vogne fra forskellige producenter kan kobles uden ombygninger. Samme år kom også Trix og den i det daværende DDR hjemmehørende Piko med modeller i samme størrelse. De er siden blevet fulgt af en række andre producenter, så skala N nu er den næstmest udbredte størrelse efter skala H0.

## Sporvidder og størrelsesforhold
På det europæiske kontinent er skala N reguleret af den europæiske organisation MOROP's NEM-normer, i alle tilfælde med størrelsesforholdet 1:160. Som standard benyttes sporvidden 9 mm, der svarer til normalspor (1435 mm) i virkeligheden Derudover findes der også smalspor i form af skala Nm med sporvidden 6,5 mm og skala Ne med sporvidden 4,5 mm. 
I Nordamerika reguleres skala N af National Model Railroad Association (NMRA) med samme størrelsesforhold og sporvidder men med andre betegnelser og definitioner. Standardsporvidden er stadig 9 mm svarende til normalspor (1435 mm eller 4 fod, 8½ tomme), men den smallere sporvidde 6,5 mm kaldes for skala Nn3, mens sporvidden 4,5 mm kaldes for skala Nn2.
Udenfor de gængse normer findes desuden skala Ni eller Nf med sporvidden 3,75 mm, der dækker virkelighedens industribaner med sporvidder fra 400 mm til 650 mm. Denne variant blev første gang defineret af firmaet Railino og tilbydes kun af småserieproducenter.
Andre afvigelser fra normerne finder man i Storbritannien, der benytter størrelsesforholdet 1:148 mm, og i Japan hvor man benytter 1:150. I begge tilfælde benyttes dog sporvidden 9 mm som normalspor.

### Europa
| Skala | Betegnelse | Sporvidde i model | Sporvidde i virkeligheden | Omfatter sporvidderne    |
| ----- | ---------- | ----------------- | ------------------------- | ------------------------ |
| N     | Normalspor | 9 mm              | 1435 mm                   | fra 1250 mm til 1700 mm  |
| Nm    | Meterspor  | 6,5 mm            | 1000 mm                   | fra 850 mm til < 1250 mm |
| Ne    | Smalspor   | 4,5 mm            | 0750 mm, 760 mm og 800 mm | fra 650 mm til < 850 mm  |

### Nordamerika
| Skala | Betegnelse | Sporvidde i model | Sporvidde i virkeligheden |
| ----- | ---------- | ----------------- | ------------------------- |
| N     | Normalspor | 9 mm              | 1435 mm (4 fod 8½ tomme)  |
| Nn3   | Smalspor   | 6,5 mm            | 0914 mm (3 fod)           |
| Nn2   | Smalspor   | 4,5 mm            | 0762 mm (2½ fod)          |

## Udvalgte producenter
- Arnold (D) (fra 1962)
- Bachmann (Kina)
- Brawa (D) (fra 1994)
- Electrotren (E)
- Fleischmann (D) (fra 1969)
- Graham Farish (GB) (fra 1970)
- Hobbytrain (A) (fra 1981)
- Ibertren (E) (1973–1992; fra 2008)
- KATO (J) (fra 1965)
- Lematec (tidligere Lemaco) (CH)
- Lima (I) (1966–1987)
- Peco (GB)
- Piko (DDR) (1964–1989), (D) (fra 1990)
- Rivarossi (I) (ab 1969)
- Roco (A) (1975–2008)
- TOMIX (J) (ab 1976)
- Minitrix (D) (ab 1964)